# Flammulina
Фламуліна (Flammulina) — рід грибів родини Фізалакрієвих. Станом на 2008 рік відомо 10 видів. Рід розповсюджений у помірних регіонах.

## Етимологія
Латинська назва Flammulina вказує на подібність до Flammula, іншого роду грибів. Слово flammula, у свою чергу, означає «вогник» і вказує на колір гриба.

## Види
- Flammulina callistosporioides
- Flammulina elastica
- Flammulina fennae
- Flammulina ferrugineolutea
- Flammulina mediterranea
- Flammulina mexicana
- Flammulina ononidis
- Flammulina populicola
- Flammulina rossica
- Flammulina similis
- Flammulina stratosa
- Flammulina velutipes (гриб зимовий)